# 古惑仔
《古惑仔》是一部以三合會為主題的香港漫畫，作者為牛佬 ，1992年4月16日創刊 ，至2020年4月30日發行最後一期完結，共2335期經歷廿八載。全球最多期數長篇單元故事漫畫。故事講述主角陳浩南的起起跌跌，由一個四九（社團的最底層會員），成为「洪興社」的龍頭（社團的最高話事人）的故事。內容著重表達「兄弟之情」和「江湖之義」的點點滴滴。
由於漫畫《古惑仔》的成功，漫畫曾被改編為《古惑仔電影系列》，為香港著名的黑幫電影系列。這一系列電影讓觀眾大致瞭解三合會的大概面貌，主演本系列的演員們走红演藝圈，系列亦掀起一股黑幫電影的風潮。但亦有許多輿論批評故事過度美化及英雄化黑道人物，
此外，漫畫角色及內容亦多次成為線上遊戲的藍本，由2002年至2021年共推出了七款遊戲，都廣受玩家歡迎。
漫畫主題餐廳於2021年至2022年在尖沙咀加拿分道開設 。2022年4月27日《古惑仔》創刊30週年，授權發行限量「古惑仔NFT」，並於銅鑼灣舉辦為期一個月的展覽會。

## 故事簡介
日本黑幫山口組派出原青男，由日本走到香港追殺殺手立花正仁，帶出本書第一男主角陳浩南。陳浩南對付自己幫會洪興社內的敵人靚坤，而陳浩南大佬細B被外幫的花仔榮害死，陳浩南在競選中擊敗對手大飛，化敵為友，當上了洪興社銅鑼灣話事人，陳浩南心腹兄弟山雞留在台灣發展，大天二取而代之成為陳浩南頭馬。
洪興社是香港黑道上實力排名前列的幫會，由龍頭蔣天生領導旗下「洪興十二話事人」管理，每區社團會員數以千計。其時洪興社主要敵對社團是實力不相伯仲的東英社，陳浩南先後遇上有烏鴉及耀揚在內的「東英五虎」、大路元帥水靈以及其徒弟「水靈十傑」，陳浩南得力門生大頭仔被「東英五虎」打死，終釀成兩幫總動員在火石洲火併，東英社戰敗，大東冒起開始掌握東英社大權。
洪興社龍頭蔣天生二弟蔣天養出獄，分裂幫會成立洪興分部，成功令尖沙咀話事人太子，以及與陳浩南一起成長的包皮過檔。洪興分部的車寶山與香港警方達成協議，舉辦「江湖巨人排名戰」以平息江湖風波，但是洪興正部與分部紛爭不斷，最後蔣天養車寶山敗走哥倫比亞。
國際黑幫恥笑香港幫會只是一盤散沙，加上爭奪國際走私石油經營權，香港各大幫會於是派出陳浩南等六人組成香港隊，參與「K-1世界之最」比賽。比賽後蔣天生將龍頭之位傳給陳浩南，車寶山回到香港殺了陳浩南愛人細細粒，陳浩南報仇將車寶山殺死。
台灣幫會毒蛇幫在山雞帶領下日漸壯大，欲想主導香港黑道運作，陳浩南率眾遠赴台灣杏花樓與毒蛇幫大戰，慘勝回港。未幾毒蛇幫副幫主地中海潛入香港報仇，迫得洪興社九龍城話事人伊健選擇自殺而死。
陳浩南因投資失利輸光社團財產，蔣天生收回陳浩南龍頭之職。此時東英社與毒蛇幫結盟，陳浩南孤身走到中國福田搗亂兩幫結盟大典，卻料不到自己七位好兄弟包括大天二竟然出現以死相救，陳浩南大難不死輾轉逃到寮國避世。
洪興社葵青話事人韓賓殺了大東及山雞有功，成為新一任洪興社龍頭，由於勢力變弱韓賓決定社團休養生息。多年之後洪興社猛人的第二代，包括大天二之子梁家仁皆已成長，各有故事。陳浩南在寮國亦因非凡經歷變成了格鬥神人返回香港。
東英社由於內亂由強變弱。三聯社龍頭新舊交替但欠缺人材。毒蛇幫地中海中計身亡。韓賓見到時機成熟，由守轉攻，宣佈話事人升格為坐館，洪興社重組十二坐館。
為了爭奪中國華門市走私利益，香港四大幫會在煙化台進行二千人大戰，洪興社及三聯社聯盟得到了利益。東英社耀揚之子雷霆為報父仇，狙殺東英社高層然後嫁禍洪興社，引起兩派死戰，最終東英社龍頭兼大東之子小東逃難到台灣投靠毒蛇幫，韓賓聘用立花正仁刺殺毒蛇幫幫主山雞之子趙繼邦。
陳浩南多年無見的私生子游子健由於痛恨生父，加入警隊擔當卧底混入洪興社。洪興社和三聯社關係惡化，三聯社改與毒蛇幫及東英社聯盟，陳浩南向韓賓迫宮再度成為洪興社龍頭，上任後決心一統香港江湖。
立花正仁與宿敵雷霆決戰後，回到昔日受訓成為殺手的地方，卻接到殺死陳浩南的指令。各社團組成聯盟與洪興社在中環決戰，戰場上立花正仁突然出現在陳浩南面前。大戰之後，洪興社在新龍頭梁家仁的帶領下，在香港黑道中地位依然舉足輕重。

## 主要角色
漫畫主要描述香港黑社會幫派與幫派之間的恩恩怨怨，由於涉及人物眾多，所以並沒有特定主角連貫整個故事，每輯故事由不同人物擔當主角。
陳浩南
香港黑社會社團「洪興社」龍頭，原籍澳門，唯一兩度出任香港社團「洪興社」龍頭的人，香港黑道「仁義智勇」中「智」的代表。
立花正仁
日本社團「山口組」殺手組織「暗黑之門」殺手，在香港江湖裏有「雙花紅棍」的稱號，陳浩南的摯友，香港黑道「仁義智勇」中「仁」的化身。
大飛
真名「徐飛鴻」，「洪興社」香港仔話事人，陳浩南的摯友，性情大情大性，為朋友兩脇插刀，香港黑道「仁義智勇」中「義」的佼佼者。
太子
真名「甘子泰」，「洪興社」尖沙咀話事人，有「洪興戰神」的美譽，陳浩南的摯友，香港黑道「仁義智勇」中「勇」的象徵。

## 故事章節
| 篇名                                | 期數         | 刊行期間                | 主要角色 |
| 原青男篇                            | 1-21期       | 1992.4.16 - 1992.9.3    | 立花正仁、原青男、陳浩南、巢皮、包皮、牛姑、細細粒                                                               |
| 篇                                  | 22-42期      | 1992.9.10 - 1993.2.4    | 靚坤、陳浩南、山雞、蔣天生、陳耀、天收、方婷、孫庸、丁瑤                                                             |
| 花仔榮篇                            | 43-79期      | 1993.2.11 - 1993.10.21  | 花仔榮、陳浩南、大飛、細細粒、細B、大天二、十三妹、黑鬼、哈里、孫庸、牛雄                                        |
| 回歸篇                              | 80-148期     | 1993.10.28 - 1995.2.15  | 靚坤、陳浩南、細細粒、大飛、山雞、阿郎、賀新、包皮、肥屍、林日清、恐龍、韓賓、采妮                                   |
| 烏鴉篇                              | 149-219期    | 1995.2.22 - 1996.6.28   | 烏鴉 、陳浩南、大飛、太子、何勇、大頭仔、天收、笑面虎、華娃、方婷、欣欣、細細粒、賀新                            |
| 耀揚篇 （又名：隻手遮天篇）         | 220-336期    | 1996.7.5 - 1998.10.2    | 耀揚、太子、陳浩南、大飛、大頭仔、生蕃、大天二、肥佬黎、欣欣、澤少、洛文、大宇、三毛、琦溫斯妮                   |
| 金毛虎篇                            | 337-368期    | 1998.10.9 - 1999.5.8    | 金毛虎、大飛、華娃、Karen、陳浩南、駱駝、斯文                                                                    |
| 水靈篇                              | 369-409期    | 1999.5.22-2000.2.28     | 水靈、太子、立花正仁、陳浩南、駱正武、駱駝、大飛、擒龍、蔣天生、蔣天養                                           |
| 天生天養篇                          | 409-461期    | 2000.2.28 - 2001.2.28   | 蔣天養、蔣天生、陳浩南、立花正仁、包皮、大飛、神仙可、蓉蓉、細細粒、無上、五魁、九妹、橫眉、王博仁、火炭、肥佬黎 |
| 東英五虎篇                          | 461-539期    | 2001.2.28 - 2002.8.29   | 耀揚、大頭仔、太子、Sam、飄忽、陳浩南、烏鴉、金毛虎、大飛、橫眉、山雞、擒龍虎、立花正仁、駱駝、灰狗、欣欣        |
| 太子叛變篇                          | 540-561期    | 2002.9.5 - 2003.1.30    | 太子、蔣天生、陳浩南、Tommy、蔣天養、莊亞琳                                                                      |
| 大天二篇                            | 562-583期    | 2003.2.6-2003.7.3       | 大天二、車寶山、王博仁、ET、犀牛、咕咕仔、顯祖、KK                                                               |
| 江湖排名戰篇                        | 584-741期    | 2003.7.10 - 2005.1.13   | 車寶山、陳浩南、太子、藍鯨、大東、山雞、大飛、韓賓、立花正仁、蔣天養                                             |
| 分部覆亡篇                          | 742-857期    | 2005.1.17 - 2006.3.2    | 車寶山、犀牛、ET、陳浩南、老妖、太子、蔣天養、蔣天生、亞夜、藍鯨、平頭、包皮、劉煥興、NO輝                       |
| K-1爭霸戰篇                         | 858-1012期   | 2006.3.6 - 2007.8.23    | 陳浩南、車寶山、太子、大飛、大東、大梵、佐維、太乙、藍鯨                                                         |
| 永别蘇阿细篇 （又名：同擔日月天篇） | 1012-1060期  | 2007.8.27 - 2008.2.11   | 細細粒、車寶山、Maggie、陳浩南、亞夜、藍眼、大飛、世貿仔、大法、神仙可、蔣天養、生蕃、未來、大梵、佐維           |
| 杏花樓之戰篇 （又名：火拚毒蛇幫篇） | 1061-1136期  | 2008.2.14 - 2008.11.3   | 藍眼、大飛、山雞、陳浩南、太子、地中海、大東、駱駝、丁瑤、宮本一、檳榔陳、邱義仁、、大梵、佐維                   |
| 誓不低頭篇                          | 1137-1170期  | 2008.11.06 - 2009.03.02 | 伊健、地中海、生蕃、大東、于八、咖哩、山下忠秀、亦龍                                                                 |
| 洪興八壯士篇 （又名：生死可相從篇） | 1171-1279期  | 2009.03.05 - 2010.03.18 | 陳浩南、山雞、大東、大飛、太子、地中海、 Baby、大天二、灰狗、亦龍、山下忠秀、亞郎、韓賓                          |
| 甘尚武AND徐世飛篇                   | 1280-1323期  | 2010.03.22 - 2010.08.19 | 甘尚武、徐世飛、山下詩織、咕咕仔、大爛成、老鼠、莊亞琳                                                           |
| 梁家仁篇                            | 1324-1345期  | 2010.08.23 - 2010.11.04 | 梁家仁、招積、招爺、神象、阿西、細雄、陳浩南、Face                                                               |
| 李志高篇                            | 1345-1367期  | 2010.11.04 - 2011.1.20  | 李志高、生滋、七叔、奴隸坤、灰狗、民仔、靚媽、大B仔、亞Cat、陳浩南                                               |
| 義本無言篇                          | 1367-1389期  | 2011.1.20 - 2011.4.7    | 伊文華、小春、世顯、荔枝、世彰、柱哥、陳浩南、田斌、阿珮                                                         |
| 陳浩南寮國篇                            | 1389-1436期  | 2011.4.7 - 2011.9.19    | 陳浩南、黑古、賽雅、坤西(迪文)、派逸蓮、貢桑、濟考、格萊、札比                                                   |
| 翻天覆地油麻地篇                    | 1437-1480期  | 2011.9.22 - 2012.2.20   | 爽哥、大宇、甘尚武、李志高、生滋、陳浩南、謝佩芝、曹斌、菠蘿油、單眼昌、巨哥(黑古)、黑仔                         |
| 重組洪興十二坐館篇                  | 1481-1495期  | 2012.2.23 - 2012.4.12   | 梁家仁、黃力、發二代、楊思樂、亞西、神象、郭城、細雄、榮仔、陳浩南                                               |
| 伊文華篇                            | 1496-1526期  | 2012.4.16 - 2012.7.30   | 伊文華、陶傑、小春、陶金寶、大梵、佐維、世彰、陳浩南、地中海、趙縈(趙無雙)、世飛                                 |
| 黃力篇                              | 1527-1564期  | 2012.8.12 - 2012.12.10  | 黃力、徐世飛、陶金寶、楊思樂、大爛成、PUNK仔、陳浩南、大飛、亞四、九尾狐、陶傑、巨哥、咕咕仔、亞龍               |
| 絕世風光篇                          | 1565-1639期  | 2012.12.13 - 2013.8.29  | 徐世飛、趙縈、巨哥、陳浩南、大梵、李成克、狄威、大爛成、Punk仔、羅心左、四海、地中海、蔣天生、趙繼邦             |
| 血戰馬蕙蘭篇                        | 1640-1658期  | 2013.9.2 - 2013.11.4    | 靚媽、陳浩南、馬有考、生滋、蔣天生、大B仔、丁瑤、地中海、李成克、小馬                                            |
| 相忘於江湖篇                        | 1659-1680期  | 2013.11.7 - 2014.1.20   | 李成克 、佐敦、九尾狐、宮本一、陳浩南、巨哥、佐維、姜春麗、小雷、煙屎駒                                          |
| 五虎歸天篇                          | 1681-1731期  | 2014.1.23 - 2014.7.11   | 四海、于八、謝佩芝、羅心左、黑仔、戴軍堡、戴軍紅、陳浩南、陳耀、韓賓、古惑倫、小東、黃力                             |
| 地中海の最後一程篇                  | 1731-1766期  | 2014.7.11 -2014.11.17   | 地中海、黃小苦、陳浩南、大梵、李成克、九尾狐、靚媽、甘尚武、伊文華、丁瑤                                         |
| 兩面不是人篇                        | 1766-1793期  | 2014.11.17-2015.2.16    | 口水堅、徐世飛、大飛、大塊田、關忠偉、煙屎駒、Punk仔、陳浩南、黃小苦、山下詩織、陳俊賢                           |
| 洪興、毒蛇──生死決篇                | 1794-1861期  | 2015.2.23- 2015.10.15   | 梁家仁、陳浩南、金尊貴、李成克、宮本一、座王太、謝小勳、細雄、牛姑、佐敦、九尾狐、逸龍、爽哥、巨哥               |
| 立花與雷霆──再戰江湖篇              | 1862-1930期  | 2015.10.19 - 2016.6.13  | 雷霆、立花正仁、梁家仁、山下詩織、李志高、甘尚武、松鼠、單眼昌、無常、陳浩南、Baby、小東、岡田滿智               |
| 滅東英篇                            | 1931-2044期  | 2016.6.16 - 2017.7.17   | 雷霆、立花正仁、梁家仁、徐世飛、大飛、陳浩南、世英、小東、亞志、金尊貴、趙縈、佐維、韓賓、阿披勒                 |
| 殺繼邦篇                            | 2045-2088期  | 2017.7.20 - 2017.12.18  | 立花正仁、佐維、金尊貴、丁瑤、趙繼邦、天收、映姐、紅魔女、豹子健、天川秀、加藤二                                 |
| 誰是篇                              | 2089- 2222期 | 2017.12.21 - 2019.4.1   | 游子健(浩然)、豹子健、陳浩南、佐敦、大飛、牛姑、何小海、韓賓、天川秀、立花正仁、迪文、采妮                             |
| 方盛滿篇                            | 2223-2263期  | 2019.4.4 - 2019.8.22    | 方盛滿、陳浩南、大飛、伊伊、金尊貴、天收、立花正仁、大梵、李成克、沙曼、佐維、梁家仁、王冠                       |
| Cheap精篇                           | 2264-2278期  | 2019.8.26 - 2019.10.14  | Cheap精、小菁、陳浩南、方盛滿、曹斌、小東、戴軍堡、俊丞                                                          |
| 暗黑之門篇                          | 2279-2302期  | 2019.10.17 - 2020.1.6   | 立花正仁、雷霆、久野一郎、黑澤村、津久、阿部助、三船夫、博文、清隆、重信、結衣                                   |
| 立花浩南──生死決篇                  | 2303-2335期  | 2020.1.9 - 2020.4.30    | 陳浩南、立花正仁、方盛滿、梁家仁、高文彪、蛇夫、大飛、佐維、察拉、世彰、佐敦仔、藍鯨、大梵、丁瑤、金尊貴         |

## 漫畫歷史
| 年份   | 期數 | 花絮 |
| 1992年 | 1    | 1992年4月16日星期四出版， 隨書附送雙頁「陳浩南與細細粒海報」，第一期實銷一萬七千四佰本。 |
| 1992年 | 18   | 推出「萬元獎金問答遊戲」。 |
| 1992年 | 35   | 因故事內容部份不實，牛佬向「竹聯幫」香港分會作出道歉啟事。 |
| 1993年 | 38   | 第一次以香港演藝界明星肖像為封面，以劉德華形象代入陳浩南角色，其後陸續有其他香港明星（如黎明、梁朝偉、張學友及楊采妮等）出現在漫畫封面上。 |
| 1993年 | 57   | 《古惑仔》漫畫零售價由七港元升至八港元。 |
| 1993年 | 63   | 《古惑仔》漫畫透露浩一當時漫畫助理起薪點為2,600港元月薪，封面是吳志雄（該漫畫策劃）赤裸上身照片。 |
| 1993年 | 64   | 《古惑仔》漫畫封面左上角肖像由牛佬轉為邱瑞新，邱瑞新正式主理《古惑仔》。牛佬擔任《古惑仔》總監一職外，亦主理《監獄威龍》一書。 |
| 1993年 | 67   | 《古惑仔》漫畫實銷二萬九千本。 |
| 1994年 | 97   | 《古惑仔》漫畫實銷三萬二千五百本。 |
| 1994年 | 100  | 3月17日一百期，書名標題熨金，《古惑仔》漫畫零售價由八港元調高至十港元，「浩一有限公司」「KF」公司標誌首次出現在漫畫封面。 |
| 1994年 | 115  | 舉辦「浩南門生大招募」，參賽者要以五百字描述自己設計的漫畫角色。冠軍作品角色大頭仔。 |
| 1994年 | 137  | 《古惑仔》漫畫實銷三萬四千二百七十本。 |
| 1995年 | 142  | 《古惑仔》漫畫零售價由十港元調高至十二港元。漫畫印數增至每期5萬本。 |
| 1995年 | 151  | 在報攤推出《古惑仔》人物月曆巨型海報，零售價每張二十港元。 |
| 1995年 | 165  | 為慶祝《古惑女》創刊，《古惑仔》165期改裝成A3 size巨形漫畫出售。 |
| 1995年 | 170  | 浩一（中國）美術中心六月廿日開幕，成立後勤基地培育內地漫畫人才，牛佬兄長文偉平為該中心經理。《古惑仔》漫畫實銷三萬五千四百本。 |
| 1995年 | 183  | 《古惑仔》漫畫第一八三期出現錯版封面，「183期」錯誤寫成「182期」。 |
| 1995年 | 184  | 根據淫褻物品審裁處《淫褻及不雅物品管制條例》，《古惑仔》漫畫列為第II類(不雅)物品，不得向十八歲以下人士發佈，漫畫要用透明膠套密封才可出售，而漫畫封面及封底上須展示法定警告字句，警告字句須佔頁面面積的20％；而封底亦須印上出版社名稱、營業地址及電話號碼。 |
| 1996年 | 194  | 踏入1996年，《古惑仔》漫畫零售價由十二港元調高至十三港元。 |
| 1996年 | 200  | 《古惑仔》漫畫200期，隨書附送拉頁「古惑仔超級猛人海報」。推出「1995年度最佳古惑仔封面投票選舉」有獎活動，頭獎5名送999足金十二話事人鼠年金牌各一個，第155期封面 -「龍頭」，以讀者投票方式獲選為「1995年度最佳封面」。 |
| 1996年 | 203  | 《古惑仔》漫畫203期開始由星期三改為逢星期四出版。 |
| 1996年 | 215  | 邱瑞新與畢亦樂聯合主編《古惑仔》漫畫。 |
| 1996年 | 232  | 於10月1日至15日期間，在OK便利店購買《古惑仔》、《洪興仔》、《東英仔》及《砵蘭街2》漫畫，免費可得價值$4.30軟雪糕一杯。 |
| 1996年 | 238  | 邱瑞新為了應付漫畫《東英仔》及《砵蘭街2》的工作，轉任為《古惑仔》顧問，畢亦樂成為《古惑仔》漫畫主編。 |
| 1997年 | 274  | 「浩一有限公司」參加該年書展，售賣的物品如下列:《古惑仔金裝特別紀念冊》（硬皮制作上下兩冊售價一百港元）、《古惑仔重金屬禮品套裝》（匙扣+火機套+香煙盒售價八十八港元）、《古惑仔九七巨型海報》（一套四款售價六十港元）、《牛佬習作》、《牛佬連環圖》、《陳浩南故事》、《古惑仔電影Postcard》及《古惑仔電影小說》。 |
| 1997年 | 275  | 當局發現書展會場中有未成年青少年閱覽被列為「不可售賣給十八歲人士」的《古惑仔》漫畫，浩一攤檔提前結束，只參展了7月23日及7月24日兩天，牛佬向讀者作出道歉啟事。 |
| 1998年 | 300  | 1月21日300期，分金銅、銀銅或紅銅三種版本出售。隨書附送「無敵重金屬陳浩南襟章」、「鄭伊健電影《古惑仔5》22乘15吋強人海報」。 |
| 1998年 | 301  | 《古惑仔》301期與《洪興仔》104期合併為1998年《新春合併號》發售。新春期間推出金裝《古惑仔》聖經版，共上下兩冊，節錄第1至21集，共660頁。 |
| 1998年 | 317  | 畢亦樂為了主理《生化危機2》一書的工作，胡達泉擔當《古惑仔》漫畫主編，倫裕國繪，邱瑞新顧問。牛佬復寫書後專欄，首個專欄名為「熱血辦公室」。因報導內容和被訪者的原意不同，牛佬隨漫畫刊登公開聲明，謝絕雜誌《一本便利》今後一切的採訪及報導。 |
| 1999年 | 353  | 1月29日邱瑞新返回漫畫主編崗位，牛佬總監，張漢彪監制。 |
| 1999年 | 357  | 2月27日牛佬重掌漫畫主編一職，兩個月內古惑仔漫畫主編兩度易主。357期至431期漫畫封面標明浩一有限公司製作，和平國際有限公司出品。 |
| 1999年 | 400  | 400期紀念號1999年12月20日出版。 |
| 2000年 | 419  | 5月11日古惑仔漫畫官方網站www.teddyboy.com.hk開幕。 |
| 2000年 | 423  | 8周年紀念豪華特別版，特別版附送6吋長未開封金屬浩南刀連木盒，其後浩南刀在2000年第二屆香港漫畫節以港幣$238在鄺氏攤位出售。由423期開始，上官小寶(劇本)及鄺世傑(監制)加入古惑仔製作團隊，上官小寶及鄺世傑的專欄及短篇故事在《古惑仔》附載。 |
| 2000年 | 430  | 2001年第三屆香港漫畫節「和平國際有限公司」參展，推出多款古惑仔漫畫精品，例如有:18吋x18吋限量陳浩南珍藏巨型首辦塑像、全彩八大群英首辦組合、螢光TEE、萬用刀及走珠筆等等。 |
| 2000年 | 431  | 「和平國際有限公司」「Concord Plus」公司標誌首次出現在漫畫封面，正式取代浩一有限公司「KF」公司標誌。 |
| 2001年 | 453  | 踏入2001年，《古惑仔》漫畫零售價由十三港元調高至十四港元。 |
| 2001年 | 500  | 500期紀念號2000年11月27日出版，書內增設《古惑仔》百萬FANS問答遊戲。 |
| 2002年 | 516  | 內頁由新聞紙轉為粉紙印刷。 |
| 2002年 | 536  | 慶祝《古惑仔》連載十週年，8月8日《古惑仔》536期分普通版及紀念版兩個版本出售，紀念版售價廿八港元。 |
| 2003年 | 577  | 「漫畫IN-GAME互動三連擊」，577期隨書附送《古惑仔ON-LINE》「暴風少年團章」序號一個。578期隨書附送《古惑仔ON-LINE》「洪興至尊卡」一張及「2003年洪興權力排行榜別冊」一本。579期隨書附送《古惑仔ON-LINE》「東英至尊卡」及「2003年完全江湖手冊」一本。三期各售價均為廿八港元， |
| 2003年 | 585  | 7月14日由「七日刊」轉為「三日刊」﹐逢星期一及星期四推出。隨書附送雙頁「江湖巨人排名爭霸戰大海報」。 |
| 2003年 | 593  | 隨書附送「江湖巨人爭霸戰」大會場刊一份。 |
| 2003年 | 600  | 600期紀念號2003年9月4日出版。 |
| 2004年 | 700  | 700期紀念號2004年8月19日出版。 |
| 2005年 | 761  | 漫畫書度更改尺寸，由普遍香港漫畫所使用的尺寸10.75吋（27.3cm）x 7.36吋（18.7cm），轉變成美國漫畫尺寸10吋（25.4cm）x 7吋（17.8cm）。 |
| 2005年 | 780  | 公佈「陳浩南門生招聘」入圍名單。特別獎角色:世貿仔; 入圍獎角色:鬼森、尹仔、拳頭、大法及小馬; 優異獎角色:無知、關公及志安，得獎者各得到面值300,200及100元八達通一張。 |
| 2006年 | 847  | 漫畫內文公佈及刊登「淺談車寶山」徵文比賽優勝作品，被刊登者各得「陳浩南光輝歲月純畫集」一本，畫集出版2000冊，原價68港元，內有60幅陳浩南肖像圖。 |
| 2006年 | 858  | 15周年紀念慶典，由858期至867期每期增加特稿及送出禮品， 包括: 古惑勵志書籤年曆卡、吳文輝特稿「大江湖.小故事」、Tom So特稿「靈異檔案」、「古惑仔星輝伴群雄」貼紙、牛佬特稿「棋王」、「名人鑽石純畫集」、「古惑仔十五周年慶典紀念郵封連小全張」、「K-1世界之最」六十格鬥強人海報及《古惑仔ON-LINE》「義本無言」新手版一套。 |
| 2006年 | 900  | 900期紀念號2006年7月31日出版，附送世界之最陳浩南VS當約翰雙頁海報。 |
| 2007年 | 1000 | 7月16日一千期，燙金封面，隨書附送拉頁「陳浩南大飛太子三雄海報」及「陳浩南人物關係表」。一千期內頁講述陳浩南在公海受封為「洪興社」第三代龍頭。 |
| 2008年 | 1100 | 1100期紀念號2008年6月30日出版，牛佬在專欄透露與黃玉郎合作，在2008年香港動漫電玩節推出新書《神掌龍劍飛》。 |
| 2008年 | 1148 | 由1148期至1155期間，漫畫封面水晶過膠及專金印刷，並由不同漫畫家繪畫封面人物，漫畫家包括: 黃玉郎、狄克、陳順康、鄺志德、林祥焜、周聖、上官小寶、鄺世傑及鄭建和。 |
| 2009年 | 1200 | 1200期紀念號2009年6月15日出版，1200期及1201期附送「牛佬心中最強」特稿，介紹1至1200期眾多格鬥角色中，牛佬選出十一位最強的角色。 |
| 2010年 | 1264 | 靈異事件出現，在1210期第五頁被殺死的陳浩南近身- 火山，在1264期第廿三頁，韓賓開會時活生生地站在大法及小馬身邊。為了彌補「火山死而復生」事件的過失，在1266期隨書附送雙頁「泰國金蒙空大梵」海報。 |
| 2010年 | 1272 | 牛佬答覆讀者當時隨書附送一張雙頁海報的成本價是港幣八豪子。 |
| 2010年 | 1285 | 牛佬在專欄透露，香港漫畫出版商可收回每本零售價的七十巴仙的費用（以當時零售價十四港元計即九元八毫），發行商則佔三十巴仙（其中報攤約佔二十巴仙）。香港報攤當時已超越三千多個。漫畫印刷的數量是以正常銷售數再加多三十巴仙作計算，方便各區售賣之餘亦節省成本。 |
| 2011年 | 1400 | 5月16日《古惑仔》1400期紀念，讀者集齊1401至1410共十期封面印花，然後連姓名、聯絡電話及地址，郵寄至和平出版社，就有機會抽獎，獎品是13吋高1400期紀念版原色陳浩南手辦一個，名額三十份。 |
| 2011年 | 1433 | 首個由讀者構思劇情的故事由1437期開始連載，故事名為《翻天覆地油麻地》，牛佬在1433及1436期專欄中致謝該名讀者。 |
| 2012年 | 1490 | 3月26日開始，《古惑仔》漫畫零售價由十四港元調高至十五港元。 |
| 2012年 | 1492 | 漫畫專欄預告《古惑仔》與《九龍城寨2》聯繫，陳浩南出現在《九龍城寨2》第廿四期，與該書主角陳洛軍在銅鑼灣電車上碰頭。 |
| 2012年 | 1496 | 《古惑仔》1496期於4月16日出版，20週年紀念，1496、1498及1500期分別推出20週年豪華紀念特別版及普通紀念版。特別版採用特製封面，售價港幣二十元正。普通紀念版售價港幣十五元正。 |
| 2012年 | 1497 | 「和平出版有限公司」與網絡電台《香港人網》特約廣告，於節目《早朝天下》每集播放一段《古惑仔》二十五秒廣告，同時該節目宣傳聲帶亦由「早朝天下」改成「古惑仔特約-早朝天下」，時間由4月19日（93集）至4月27日（99集）。 |
| 2012年 | 1544 | 2012年9月28日九龍公園「香港漫畫星光大道」開幕，漫畫主角陳浩南被獲選為24個香港漫畫經典角色之一，1.8米高的彩繪雕塑屹立在香港九龍公園內。 |
| 2012年 | 1561 | 《古惑仔》踏入1561期，成為「全港最長篇單元故事連環圖」，以單一故事計算，期數超越上官小寶《李小龍》（1560期）及黃玉郎《龍虎門》（1280期）。封面過膠及添加金色顏料印刷，隨書附送巨型四頁「星光大道陳浩南」海報。 |
| 2013年 | 1573 | 《古惑仔Teddyboy》Facebook專頁開放，漫畫封面由1573期開始附載QR碼以便進入該專頁，是首本香港漫畫利用QR碼技術。 |
| 2013年 | 1580 | 《古惑仔》與《熱血時報》聯合出品，《古惑仔熱TEE》T恤產品於維園年宵市場內發售，款式一黑一白，每件售價港幣二百元正。 |
| 2013年 | 1583 | 「和平出版有限公司」與網絡電台《熱血時報》特約廣告，於2013年農曆新年後於節目《笑死朕》及《腐女民主連線》每集直播前播放一段《古惑仔》廿秒廣告，在《熱血時報》網頁當眼處附上「古惑仔FACEBOOK專頁」連結。 |
| 2013年 | 1600 | 1600期紀念號，4月15日出版，超過二百個角色出現在漫畫封面上，附加特稿「南哥獨白」、「大飛心聲」及「《古惑仔》FANS形象大公開」。 |
| 2013年 | 1627 | 小說《陳浩南傳奇》卷一「江湖歲月」7月15日開始在香港書展「熱血時報」攤位發售。 |
| 2014年 | 1661 | 兩大版本同時推出，分為普通版及特別版，特別版除了漫畫一本外，附送白色「龍震江湖」(1661期)/黑色「黑夜激情」(1663期) Samsung Galaxy Note 2 手機保護硬膠殼一個，零售價港幣88元。 |
| 2014年 | 1700 | 1700期紀念號3月31日出版 |
| 2014年 | 1719 | 5月6日開始，《古惑仔》漫畫零售價由十五港元調高至十七港元。 |
| 2014年 | 1758 | 雨傘革命事件發生期間，漫畫封面設計與事件有關，包括: 第1758（紋身的機動部隊警員）、1764（關公） 、1765（陳浩南高舉黃傘）、1766（金鐘佔領區）、1767（黃藍絲帶）、1769（帶上黃絲帶）、1770（我要真普選）、1773（警民對峙）、1775期 （警方在佔領區合照）及1777期 （We'll be back）。而由1766期開始的「兩面不是人」故事中，亦以「雨傘革命」事件借題發揮。 |
| 2014年 | 1774 | 銅鑼灣話事人陳浩南及大飛 一比六比例人偶於12月19至21日於九龍展貿中心三樓星匯展出，會場發售200套牛佬親筆簽名版陳浩南人偶，公開發售價為港幣1,280元，同場並有黑及白兩色T-SHIRT發售。 |
| 2015年 | 1800 | 1800期紀念號2015年3月16日出版。 |
| 2015年 | 1811 | 牛佬及倫裕國組成書迷會「古惑仔俱樂部」，並在熱血時報星期日晚上8時至9時時段，兩人與黃洋達主持網台節目《古惑仔俱樂部》，與書迷接觸交流，會員分為尊貴會員及普通會員兩種，年費分別為港幣$500及$180，可與主持人近距離接觸、書迷聚會及以折扣價購買商品。 |
| 2015年 | 1827 | 由1827期開始，《古惑仔》書內頁邊、下期預告、及部份圖片加上杯葛中國漫畫網站非法侵權字句或水印。 |
| 2015年 | 1837 | 推出「驚天重生大行動」計劃，將兩個已死亡的經典角色「重生」，分別為立花正仁及耀揚，及後經公開投票，只有立花正仁可以順利重生。 |
| 2015年 | 1843 | 發表聲明，授權「香港智傲」研發及發行《古惑仔》遊戲，但不含任何影視改編版權，內地市場合作伙伴為「深圳酷牛」。電影版權則已於2015年1月授與台灣「盛會娛樂」及合作製作方「北京時代影響力」(傑博娛樂)。 |
| 2015年 | 1851 | 3月26日開始，《古惑仔》漫畫零售價由十七港元調高至十八港元。 |
| 2016年 | 1896 | 2016年2月14日九龍公園「香港漫畫星光大道」第二期計劃展開，除了新增6個入選漫畫角色雕塑外，原有的24座雕塑亦會進行翻新，第二代陳浩南雕塑由赤裸上身變成加添了白色背心及牛仔布外褸，髮根染白，新的雕塑比第一代略顯老態，之後每四年雕塑會進行翻新，2020年第三代陳浩南雕塑是0.9米高全銅啡色半身雕像。2024年第四代陳浩南雕塑與第三代外形相同，轉為海水藍色之餘，亦换了位置擺放。                                                                                         |
| 2016年 | 1900 | 1900期紀念號2016年2月29日出版。 |
| 2016年 | 1918 | 2016年4月29日座落灣仔金紫荊廣場旁的「香港動漫海濱樂園」開幕，包括陳浩南的30個本地動漫角色Q版雕塑，供市民和遊客參觀拍照。 |
| 2016年 | 1943 | 在2016年書展「熱血時報」攤位發售《古惑仔2016金裝畫集》($220)、牛佬《一起去滾的日子》($80)、文國兆(Jacky)《一起北上的日子》($80)及金蒙空tee($220)，時間為7月20至26日。 |
| 2016年 | 1948 | 8月15日開始，《古惑仔》漫畫零售價由十八港元調高至二十港元。 |
| 2016年 | 1961 | 《古惑仔》9月29日踏入1961期，成為「全球最多期數長篇單元故事漫畫」，以單一故事計算，期數超越日本漫畫家秋本治《烏龍派出所》(1960話)。 |
| 2016年 | 1973 | 推出古惑仔啤酒，在11月11日及11月26日舉行試飲啤酒大會，12月食客可在四間食店試飲，為了古惑仔啤酒宣傳，漫畫1973期封面改畫成陳浩南與剛勝出美國總統大選的特朗普共飲該啤酒，漫畫因此延期了一天在11月11日星期五發售。 |
| 2017年 | 2000 | 2000期紀念號2017年2月13日出版，書名標題為「2000期」，隨書附送雙頁「《古惑仔》百期封面回顧」2000期紀念海報。 |
| 2017年 | 2002 | 2017年2月，由倫裕國主唱的歌曲《同擔日月天》成為網台節目「古惑仔俱樂部」主題曲，6月此歌曲收錄在酒吧 Bar Pacific及 Bar East 約三十間分店的卡啦OK的歌庫以供播放伴唱。 |
| 2017年 | 2048 | 2017年8月「古惑仔俱樂部」招收第二期普通會員，入會費$200，福利可得T恤一件、古惑仔精品九折、特約商店消費優惠及有機會升級為尊貴會員。 |
| 2017年 | 2055 | 因颱風「天鴿」吹襲香港，影響印刷運輸，天文台懸掛十號風球，原定8月24日（星期四）出版之《古惑仔》2055期——佐維的殺手鐧，改為8月25日（星期五）出版。 |
| 2018年 | 2100 | 2100期紀念號2018年1月29日出版。 |
| 2018年 | 2151 | 由7月26日開始，《古惑仔》漫畫零售價由二十港元調高至廿三港元。 |
| 2018年 | 2154 | 牛佬、倫裕國與黃洋達於8月6日起在收費網絡平台Passion Prime主持新節目《古惑仔總部》，播出時間為逢星期一晚上9時至10時，講述香港漫畫界的人與事。同時牛佬新作《金蒙空》亦於同日開始，以條子漫畫形式每日在該平台刊登。 |
| 2019年 | 2200 | 2200期紀念號2019年1月14日出版，陳浩南再度成為「洪興社」龍頭。 |
| 2019年 | 2241 | 由2241期至2277期，部份漫畫封面由不同香港漫畫家及插畫師繪畫封面人物，包括: 鄺志德、邱福龍、MAN僧、鄭建和、志文、司徒劍僑、Cuson、甘小文、栢迪、袁家寶、黎智昌、 Pen SO、 馮志明及謝森。 |
| 2019年 | 2254 | 反對逃犯條例修訂草案運動發生期間，漫畫封面參考事件中記者拍得的照片繪製，包括﹕第2254期 (沙田警民衝突)、2255期 (元朗Where are the Police)、2259期 (葵涌警長舉起霰彈槍)、2261期 (尖沙咀少女右眼中鎗)、2263期 (尖沙咀民眾手持激光筆觀星)、2265期 (陳浩南用手遮住右眼)、2267期 (獅子山香港之路人鏈)、2269期 (黃大仙陳浩南用水撲熄催淚煙)、2271期 (灣仔防暴警察防線) 、2273期 (中環陳浩南高舉美國旗)及2275期(速龍小隊)。而由2263至2292期，亦以事件作為劇情借題發揮。 |
| 2019年 | 2267 | 由5月9日開始，《古惑仔》漫畫零售價由廿三港元調高至廿五港元。 |
| 2019年 | 2276 | 香港著名作家倪匡在2276期漫畫封面題筆贈句﹕「江湖巨人陳浩南 百戰百勝非等閒」，並加上親筆簽名及三枚朱紅章印。 |
| 2019年 | 2297 | 牛佬在專欄宣佈漫畫將會連載最後一輯故事，結局篇名為「立花浩南──生死決」。 |
| 2019年 | 2300 | 2300期紀念號2019年12月30日出版，推出「古惑仔之五大天王」珍藏紅酒白酒套裝，由澳洲百利達酒莊出產。酒樽標籤分別畫有陳浩南、山雞、大天二、大頭仔及包皮的肖像，另外酒莊亦生產了一支特別版非賣品甜酒，酒標畫有細細粒肖像。 |
| 2020年 | 2335 | 古惑仔漫畫出版二十八年，在2020年4月30日星期四出版最後一期，標題為「大結局」，封面是陳浩南在人群背影中驀然回首。 |

## 系列漫畫
由於漫畫《古惑仔》的成功，牛佬的出版社相繼出版了同類型的江湖黑幫漫畫如《洪興仔》、《東英仔》、《龍盤虎踞砵蘭街》、《江湖大家族》、《古惑女》、《紅燈區》等，而這些漫畫中的角色更與《古惑仔》一書中的漫畫角色互通，有些角色更成為日後《古惑仔》一書中的重要人物。此舉令《古惑仔》一書中的世界觀更為真實和廣大。

### 牛佬系列
以「浩一有限公司」或「和平出版有限公司」出版的江湖漫畫。
| 書名                         | 主編                           | 年份            | 期數       |
| ---------------------------- | ------------------------------ | --------------- | ---------- |
| 《古惑仔》                   | 牛佬、邱瑞新、畢亦樂、胡達泉   | 1992年 - 2020年 | 全2335期   |
| 《紅燈區》                   | 牛佬、畢亦樂                   | 1992年 - 1995年 | 全170期    |
| 《監獄威龍》                 | 上官小寶、牛佬                 | 1993年          | 全1期      |
| 《古惑女》                   | 牛佬                           | 1995年 - 1996年 | 全44期     |
| 《省港澳大罪案》             | 邱瑞新                         | 1995年          | 全11期     |
| 《龍盤虎踞砵蘭街》           | 胡達泉                         | 1995年          | 全71期     |
| 《社團》                     | 牛佬                           | 1995年          | 全17期     |
| 《砵蘭街2》                  | 賴兆波                         | 1996年          | 1+2全156期 |
| 《紅燈區2》                  | 葉慶全                         | 1996年          | 全36期     |
| 《東英仔》                   | 牛佬                           | 1996年 - 1997年 | 全72期     |
| 《洪興仔》                   | 邱瑞新、賴兆波                 | 1996年 - 2000年 | 全206期    |
| 《豪情大滾友》               | 吳兆銘                         | 1997年          | 全1期      |
| 《揸Fit人》                  | 胡達泉                         | 1997年          | 全1期      |
| 《陳浩南故事》               | 溫日良                         | 1997年          | 全1期      |
| 《江湖大家族》               | 邱瑞新、胡達泉、少爺占、吳文輝 | 1998年 - 2003年 | 全253期    |
| 《夜總會》                   | 吳兆銘                         | 1998年          | 全1期      |
| 《少年陳浩南》               | 牛佬                           | 1998年 - 2000年 | 全96期     |
| 《正牌揸Fit人》              | 胡達泉                         | 1998年          | 全1期      |
| 《歡場大哥》                 | 吳文輝、方維新                 | 1999年          | 全51期     |
| 《紅番區》（台譯：紅番戰士） | 牛佬                           | 1999年          | 全12期     |
| 《大飛哥》                   | 牛佬、方維新                   | 1999年          | 全12期     |
| 《山雞故事》                 | 賴兆波                         | 2000年          | 全15期     |
| 《古惑仔外傳》               | 牛佬                           | 2002年          | 全5期      |
| 《》                         | 吳文輝                         | 2002年          | 全5期      |
| 《立花正仁》                 | 牛佬                           | 2002年          | 全30期     |
| 《太子》                     | 吳兆銘                         | 2005年          | 全9期      |

### 邱瑞新系列
以「新帝國創作有限公司」出版的江湖漫畫。
| 書名                           | 年份        | 期數         |
| ------------------------------ | ----------- | ------------ |
| 《火武耀揚2》                  | 2023-2025   | 雙月刊全15期 |
| 《火武耀揚》                   | 1999 - 2021 | 全1154期     |
| 《暴力主義打仔浩南》           | 1999        | 全27期       |
| 《黑社會檔案》                 | 1999        | 全31期       |
| 《烈火殺人王》                 | 1999        | 全7期        |
| 《赤紅熱血》                   | 1999        | 全61期       |
| 《火種》                       | 2000        | 全47期       |
| 《紅棍王》（又名：超級紅棍王） | 2000 - 2003 | 全176期      |
| 《紅太陽》                     | 2000        | 全34期       |
| 《耀武揚威》                   | 2000 - 2008 | 全420期      |
| 《火武英雄》                   | 2001 -      | 全178期      |
| 《火武故事》                   | 2003        | 全7期        |
| 《火紅年代黑骨棠》             | 2002 - 2016 | 全732期      |

### 畢亦樂系列
以「豪天出版社」、「富友制作印刷公司」或「基致有限公司」出版的江湖漫畫。
| 書名                            | 年份 | 期數   |
| ------------------------------- | ---- | ------ |
| 《金牌爛仔》 （台譯：金牌狂龍） | 1999 | 全29期 |
| 《黑道戰紋下山虎》              | 1999 | 全36期 |
| 《阿大》                        | 2002 | 全6期  |
| 《大佬》                        | 2003 | 全4期  |

### 鄺氏系列
以「鄺氏製作有限公司」出版的江湖漫畫。
| 書名           | 主編                   | 年份 | 期數   |
| -------------- | ---------------------- | ---- | ------ |
| 《大哥大》     | 牛佬主編               | 1988 |        |
| 《江湖大佬》   | 邱瑞新主編             | 1992 |        |
| 《飛車小流氓》 | 戇男主編               | 1994 | 全26期 |
| 《黑白道》     | 鄧靜遠草稿、吳文輝監制 | 2000 |        |
| 《東英耀揚》   | 浩一授權、胡達泉主編   | 2000 | 全15期 |

### 其他
| 書名               | 主編                           | 年份        | 期數    |
| ------------------ | ------------------------------ | ----------- | ------- |
| 《黑道十優生》     | 徐大寶、嚴志超聯合編繪         | 1993        | 全8期   |
| 《刀光劍影油尖旺》 | 余東恩主編 鄭建和繪            | 1996        | 全87期  |
| 《銅鑼灣揸FIT人》  | 余東恩主編 朱榮華繪            | 1998        | 全39期  |
| 《梟雄本色》       | 吳志雄作品 劉耀揚主編 單漢勳繪 | 2000        |         |
| 《四九之戰無不勝》 | 吳志雄作品 劉耀揚主編 單漢勳繪 | 2000        |         |
| 《四九之學校風雲》 | 吳志雄作品 唐汶傑主編 歐永傑繪 | 2000        | 全8期   |
| 《火武揚威》       | 吳茂業作品                     | 2000        |         |
| 《火武赤龍》       | 余東恩作品                     | 2000        | 全5期   |
| 《黑道世紀》       | 吳志雄作品 賴兆波主編 莊偉芳繪 | 2001        | 全10期  |
| 《龍在江湖》       | 莊偉芳繪畫                     | 2001        |         |
| 《十大紅棍》       | 阿劉繪畫 光中主編              | 2004        | 全21期  |
| 《醉生夢死黑社會》 | 阿火主編                       | 2005        |         |
| 《耀武年代》       | 十五少主編 朱榮華繪            | 2008        | 全38期  |
| 《九龍城寨》       | 司徒劍僑作品 余兒原著          | 2010        | 全32期  |
| 《餓虎》           | 澳門葉雄作品 日進編劇          | 2012        | 全3期   |
| 《九龍城寨2》      | 司徒劍僑作品 余兒原著          | 2011 - 2013 | 全100期 |

### 台灣版《古惑仔》
為了推廣及配合當時1996年1月上映的《古惑仔之人在江湖》電影，牛佬的出版社曾授權台灣的東立出版社有限公司出版一系列的《古惑仔》漫畫，並於台版改名為《人在江湖》，於每月的15日出版，定價新台幣130元，每期約有一百多頁，即港版的四期合訂版。《人在江湖》的內容亦由香港地道的廣東口語化翻譯成台灣黑道式的白話文。全84冊。
| 冊數 | 副標題             | 東立出版社     | 東立出版社         |
| 冊數 | 副標題             | 發售日期       | ISBN               |
| ---- | ------------------ | -------------- | ------------------ |
| 1    | 香港追殺令         | 1996年6月15日  | ISBN 957-34-4184-5 |
| 2    | 金錢遊戲           | 1996年7月15日  | ISBN 957-34-4185-3 |
| 3    | 血債血還           | 1996年8月15日  | ISBN 957-34-4186-1 |
| 4    | 花炮風雲           | 1996年9月15日  | ISBN 957-34-4397-X |
| 5    | 血長洲             | 1996年10月15日 | ISBN 957-34-4398-8 |
| 6    | 惡有惡報           | 1996年11月15日 | ISBN 957-34-4399-6 |
| 7    | 黑社會入侵電影圈   | 1996年12月15日 | ISBN 957-34-4464-X |
| 8    | 還看今朝           | 1997年1月15日  | ISBN 957-34-4465-8 |
| 9    | 浴血西門町         | 1997年2月15日  | ISBN 957-34-4466-6 |
| 10   | 鬼塚VS天收         | 1997年3月15日  | ISBN 957-34-4792-4 |
| 11   | 圍剿阿坤           | 1997年4月15日  | ISBN 957-34-4793-1 |
| 12   | 九霄驚魂           | 1997年5月15日  | ISBN 957-34-4794-0 |
| 13   | 花街屠夫           | 1997年6月15日  | ISBN 957-34-5286-7 |
| 14   | 赤裸羔羊           | 1997年7月15日  | ISBN 957-34-5287-4 |
| 15   | 越獄威龍           | 1997年8月15日  | ISBN 957-34-5509-7 |
| 16   | 立花重現           | 1997年9月15日  | ISBN 957-34-5510-3 |
| 17   | 火拼               | 1997年10月15日 | ISBN 957-34-5511-0 |
| 18   | 極速男兒           | 1997年11月15日 | ISBN 957-34-5991-0 |
| 19   | 縱火狂徒           | 1997年12月15日 | ISBN 957-34-5992-7 |
| 20   | 超級暴行           | 1998年1月15日  | ISBN 957-34-5993-0 |
| 21   | 恨海情仇           | 1998年2月15日  | ISBN 957-34-5994-9 |
| 22   | 血染西貢海         | 1998年3月15日  | ISBN 957-34-6441-1 |
| 23   | 滄桑歲月           | 1998年4月15日  | ISBN 957-34-6442-X |
| 24   | 獵豹               | 1998年5月15日  | ISBN 957-34-6443-8 |
| 25   | 死不瞑目           | 1998年6月15日  | ISBN 957-34-6444-6 |
| 26   | 慾女的誘惑         | 1998年7月15日  | ISBN 957-34-6894-8 |
| 27   | 十年大運           | 1998年8月15日  | ISBN 957-34-6895-6 |
| 28   | 誰是大贏家         | 1998年9月15日  | ISBN 957-34-6896-4 |
| 29   | 愛上你是我一生的錯 | 1998年10月15日 | ISBN 957-34-6897-2 |
| 30   | 風雨故人來         | 1998年11月15日 | ISBN 957-34-6898-0 |
| 31   | 你死我亡           | 1998年12月15日 | ISBN 957-34-7402-6 |
| 32   | 嘉嘉的收場         | 1999年1月15日  | ISBN 957-34-7403-4 |
| 33   | 終身監禁           | 1999年2月15日  | ISBN 957-34-7404-2 |
| 34   | 逐出銅鑼灣         | 1999年3月15日  | ISBN 957-34-7405-0 |
| 35   | 采妮獻身           | 1999年4月15日  | ISBN 957-34-7406-9 |
| 36   | 她來自江湖         | 1999年5月15日  | ISBN 957-34-7905-2 |
| 37   | 惡毒               | 1999年6月15日  | ISBN 957-34-7906-0 |
| 38   | 蹂躪               | 1999年7月15日  | ISBN 957-34-7907-9 |
| 39   | 天收重生           | 1999年8月15日  | ISBN 957-34-7908-7 |
| 40   | 阿坤的最後一夜     | 1999年9月15日  | ISBN 957-34-7909-5 |
| 41   | 烏鴉               | 1999年10月15日 | ISBN 957-34-8853-1 |
| 42   | 有誰比我強         | 1999年11月15日 | ISBN 957-34-8854-X |
| 43   | 天國與地獄         | 1999年12月15日 | ISBN 957-34-8855-8 |
| 44   | 生不如死           | 2000年1月15日  | ISBN 957-34-8856-6 |
| 45   | 爆缸               | 2000年2月15日  | ISBN 957-34-8857-4 |
| 46   | 活罪難饒           | 2000年3月15日  | ISBN 957-34-9259-8 |
| 47   | 戰血染征袍         | 2000年4月15日  | ISBN 957-34-9260-1 |
| 48   | 還我公道           | 2000年5月15日  | ISBN 957-34-9261-X |
| 49   | 強人背後           | 2000年6月15日  | ISBN 957-34-9262-8 |
| 50   | 心痛               | 2000年7月15日  | ISBN 957-34-9263-6 |
| 51   | 了斷恩仇           | 2000年8月15日  | ISBN 957-34-9791-3 |
| 52   | 天收再現           | 2000年9月15日  | ISBN 957-34-9792-1 |
| 53   | 滿肚密圈           | 2000年10月15日 | ISBN 957-34-9793-X |
| 54   | 至尊拳皇           | 2000年11月15日 | ISBN 957-34-9794-8 |
| 55   | 何兄何弟           | 2000年12月15日 | ISBN 957-34-9795-6 |
| 56   | 波神駕到           | 2001年1月15日  | ISBN 957-73-1510-6 |
| 57   | 爆劫梨花           | 2001年2月15日  | ISBN 957-73-1511-9 |
| 58   | 烏鴉VS山雞         | 2001年3月15日  | ISBN 957-73-1512-7 |
| 59   | 烏鴉末日           | 2001年4月15日  | ISBN 957-73-1513-5 |
| 60   | 隻手遮天           | 2001年5月15日  | ISBN 957-73-1514-3 |
| 61   | 掌舵人大選         | 2001年6月15日  | ISBN 957-69-9261-3 |
| 62   | 十二掌舵人         | 2001年7月15日  | ISBN 957-69-9262-1 |
| 63   | 毒禍               | 2001年8月15日  | ISBN 957-69-9263-X |
| 64   | 烈火焚城           | 2001年9月15日  | ISBN 957-69-9264-8 |
| 65   | 耀揚的毒計         | 2001年10月15日 | ISBN 957-69-9265-6 |
| 66   | 辯證大會           | 2001年11月15日 | ISBN 957-69-9779-8 |
| 67   | 我是掌舵人         | 2001年12月15日 | ISBN 957-69-9780-1 |
| 68   | 怒火街頭           | 2002年1月15日  | ISBN 957-69-9781-X |
| 69   | 泥足深陷           | 2002年2月15日  | ISBN 957-69-9782-8 |
| 70   | 何兄何弟           | 2002年3月15日  | ISBN 957-69-9783-6 |
| 71   | 義氣當兒戲         | 2002年4月15日  | ISBN 986-11-0343-0 |
| 72   | 葬月               | 2002年5月15日  | ISBN 986-11-0344-9 |
| 73   | 一級謀殺           | 2002年6月15日  | ISBN 986-11-0345-7 |
| 74   | 曹四的秘密         | 2002年7月15日  | ISBN 986-11-0346-5 |
| 75   | 再戰江湖           | 2002年8月15日  | ISBN 986-11-0347-3 |
| 76   | 殺出個溫柔         | 2002年9月15日  | ISBN 986-11-0944-7 |
| 77   | 萬惡金錢           | 2002年10月15日 | ISBN 986-11-0945-5 |
| 78   | 內鬨               | 2002年11月15日 | ISBN 986-11-0946-3 |
| 79   | 天涯孤客           | 2002年12月15日 | ISBN 986-11-0947-1 |
| 80   | 死亡陷阱           | 2003年1月15日  | ISBN 986-11-0948-X |
| 81   | 相撲連合           | 2003年2月15日  | ISBN 986-11-1570-6 |
| 82   | 虎落平陽           | 2003年3月15日  | ISBN 986-11-1571-4 |
| 83   | 怒火鐵拳           | 2003年4月15日  | ISBN 986-11-1572-2 |
| 84   | 強人之路           | 2003年5月15日  | ISBN 986-11-1573-0 |

## 改編/延伸作品

### 線上遊戲
漫畫角色及內容亦多次成為線上遊戲的藍本，由2002年至2018年共推出了七款遊戲，皆廣受玩家歡迎。
- 《古惑仔Online》 2002年 天宇科技有限公司 電腦遊戲 [14]
- 《古惑仔之義Online》 2005年 智傲網絡遊戲集團電腦遊戲 [15]
- 《龍虎亂舞 K1 Online》 2010年匯創紀香港有限公司 電腦遊戲 [16]
- 《古惑仔3G》 2013年 智傲網絡遊戲集團 手機程式遊戲 [17]
- 《古惑仔Online》 2015年 智傲網絡遊戲集團 手機程式遊戲 [18][19]
- 《古惑仔V 洪興崛起》 2018年 智傲網絡遊戲集團 手機程式遊戲 [20]
- 《古惑仔M》 2021年 智傲網絡遊戲集團 手機程式遊戲  [21]

### 畫集
- 《古惑仔金裝特別紀念冊》-上下兩冊，牛佬總監，浩一有限公司出版，1997
- 《古惑仔名人鑽石純畫集》- 牛佬總監，陳科琳+邱志加作品，和平出版有限公司出版，2006
- 《古惑仔陳浩南光輝歲月純畫集》- 牛佬總監，陳科琳+邱志加作品，和平出版有限公司出版，2006
- 《古惑仔金裝2016畫集》- 牛佬總監，邱志加作品，和平出版有限公司出版，2016
- 《古惑仔百戰話當年》- 牛佬總監，邱志加作品，和平出版有限公司出版，2019
- 《古惑仔八壯士複製原稿畫集》- 共六輯，牛佬+倫裕國作品，和平出版有限公司出版，2021至2022
- 《友情歲月手繪畫集》- 牛佬、倫裕國作品，和平出版有限公司出版，2025

### 小說
- 《古惑仔人在江湖小說》. 牛佬/張偉雄合著，浩一有限公司出版，1996
- 《昨日之怒 陳浩南第一擊》.牛佬原著，游清源作品，浩一有限公司出版，2000
- 《陳浩南傳奇（卷一）友情歲月》.牛佬著，熱血時報出版，2013
- 《陳浩南傳奇（卷二）江湖路》.牛佬著，熱血時報出版，2014
- 《陳浩南傳奇（卷三）惡戰𡃁坤》.牛佬著，熱血時報出版，2014
- 《洪門女將》.小妖著，牛佬監修，和平出版有限公司出版，2017

## 影響
- 由於《古惑仔》的名氣，「古惑仔」也影響相關流行語言，成為黑道的代名詞。[22]

### 市場反應
- 漫畫第1期實銷一萬七千四佰本[4]。
- 漫畫第142期印數增至每期5萬本[6]。
- 漫畫第170期實銷三萬五千四百本[7]。
- 漫畫完結後牛佬向報紙專訪透露，最高銷量約四萬本，高峰期由1997至1999年，去到2019年12月至2020年賣出只有四千冊[23]。

### 評價
社會輿論曾批評《古惑仔》相關漫畫及電影過度美化及英雄化黑道人物，令青少年對黑道人物的形象產生誤會，例如「秀茂坪童黨燒屍案」的幾名被告承認犯案是因為模仿電影及漫畫情節。

### 榮譽

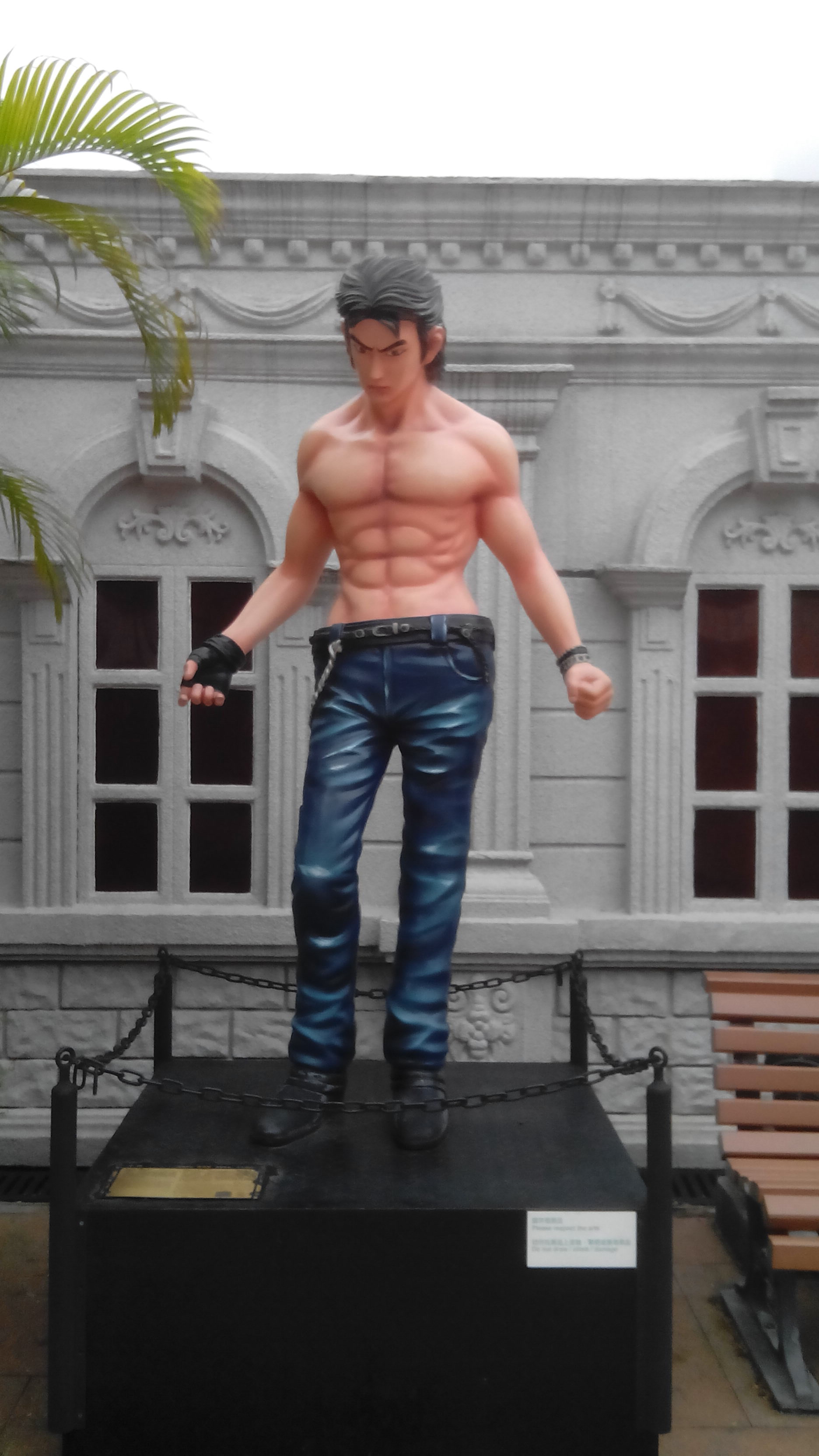
漫畫主角陳浩南於「香港漫畫星光大道」展示的雕塑

- 2012年為《古惑仔》漫畫出版20週年紀念，《古惑仔》漫畫主角陳浩南被獲選為「香港漫畫星光大道」24個香港漫畫經典角色之一，1.8米高的雕塑屹立在香港九龍公園內[25]。
- 2012年11月29日, 在期數方面超越上官小寶漫畫著作《李小龍》(1560期)，成為全香港最多期數單一連載故事漫畫，由於以「三日刊」及16開彩色單行本制式製作計算，全球各地漫畫並不多見，因而有全球最長篇連環圖故事之稱。[26][27]
- 2016年9月29日，漫畫踏入1961期，成為「全球最多期數長篇單元故事漫畫」，以單一連續故事及期數計算，超越日本漫畫家秋本治《烏龍派出所》(1960話)。[9]

### 創作與主題
《古惑仔》中不常使用警察角色，牛佬表示因為一有「皇氣」，古惑仔就難開片；但在雨傘革命期間《古惑仔》以實景照片作參考製作了不少佔旺場景，並以警察作該期封面，牛佬表示因為看不過眼現實中打人警察，才以此作發洩。